# Władca Pierścieni: Powrót króla (gra komputerowa)
Władca Pierścieni: Powrót króla – przygodowa gra akcji wydana przez Electronic Arts w 2003 na PC, Game Boy Advance, PS2, GameCube oraz Xbox, stanowiąca kontynuację gry The Lord of the Rings: The Two Towers. Stworzona na podstawie filmu  pod tym samym tytułem.

## Rozgrywka
W kampanii głównej, składającej się z 15 misji, gracz ma do wyboru 6 postaci: Aragorna, Gimlego, Gandalfa, Legolasa, Froda i Sama. Z początku wybór jest narzucany, np. w danej misji można grać jedynie Gandalfem, po przejściu gry jednak można grać kim się chce, odblokowywane są trzy nowe postacie: Faramir, Pippin i Merry, a także dodatkowe misje. W trakcie każdej misji postać dostaje doświadczenie, które pozwala jej awansować na wyższe poziomy i zdobyć nowe umiejętności. Gra oferuje rozbudowany system walki – gracz może zadawać mocne i słabsze ciosy, używać broni miotanej czy wykorzystywać elementy otoczenia.

## Odbiór gry
Gra zebrała pozytywne recenzje. Recenzent z portalu Gry-Online chwalił m.in. rozbudowany system walki czy też rozwój postaci, a krytykował np. wysoki poziom trudności gry i krótki czas potrzebny do jej przejścia.